# Renews-Cappahayden
Renews-Cappahayden är en ort i Kanada.   Den ligger i provinsen Newfoundland och Labrador, i den östra delen av landet, 1 800 km öster om huvudstaden Ottawa. Renews-Cappahayden ligger 23 meter över havet och antalet invånare är 421.
Terrängen runt Renews-Cappahayden är platt. Havet är nära Renews-Cappahayden österut. Trakten är glest befolkad. Närmaste större samhälle är Cape Broyle, 18,0 km norr om Renews-Cappahayden. 